# Ponts de Khodaafarin
 (janvier 2016).
Si vous disposez d'ouvrages ou d'articles de référence ou si vous connaissez des sites web de qualité traitant du thème abordé ici, merci de compléter l'article en donnant les références utiles à sa vérifiabilité et en les liant à la section « Notes et références ».
Les ponts de Khodaafarin ou Khoda Afarin (en persan : پل خداآفرین) ou encore Khudaferin (en azéri : Xudafərin körpüsü et en arménien : Խուդաֆերինի կամուրջներ) sont deux ponts distincts qui franchissent l'Araxe, rivière qui marque la frontière entre l'Iran et l'Azerbaïdjan. 

## Situation
Ils relient la province d'Azerbaïdjan oriental, en Iran, au sud de la rivière, et la région de Jabrayil en Azerbaïdjan.
Le premier pont, construit au XIe siècle, comporte 11 arches, tandis que le second, construit au XIIIe siècle, en a 15.

## Histoire
À partir de 1993, les ponts sont sous le contrôle de la république autoproclamée du Haut-Karabagh. Pendant le conflit du Haut-Karabagh de 2020, les ponts passent sous le contrôle de l'Azerbaïdjan le 18 octobre, comme annoncé par son président Ilham Aliyev sur Twitter. Le 16 novembre 2020, le président et le premier vice-président azerbaïdjanais ont visité les régions récemment libérées depuis Jabrayil et le pont Khodaafarin.

## Description
Le premier pont franchissait l'Araxe de ses onze arches, dont seules trois subsistent, les autres étant partiellement ou totalement effondrées et détruites. C'est pour cette raison qu'il est surnommé le « pont cassé » (en azéri : Sinig Körpü). Il mesurait 130 mètres de long et faisait 6 mètres de large, culminant à 12 mètres au-dessus de l'eau. Il a été construit sur des affleurements rocheux, ce qui a permis aux constructeurs de ne pas creuser de fondations. Il se trouve au pied des ouvrages du barrage de Khodaafarin.
Le second pont se situe 800 m en aval du premier. Il comporte quinze arches. Il est long de 200 mètres, mais est plus étroit que le premier pont, avec seulement 4,5 mètres de large. Le point le plus élevé du pont est à 10 mètres au-dessus de la rivière. Il a été construit en utilisant les pierres de la rivière pour les arches et les brise-lames. La structure du pont s'appuie également sur le sous-sol de la rivière, ce qui a permis de ne pas creuser de fondations importantes. Mais cela a plusieurs conséquences : les arches sont de tailles différentes et le pont, afin de suivre la structure du terrain, n'est pas parfaitement droit, mais plutôt courbe. Les brise-lames servent à protéger les piles du pont lorsque le niveau d'eau monte. Ils sont de forme triangulaire. Des briques cuites de forme carrée ont enfin été utilisées pour le haut du parapet.